# اوبراستوو-تراوینو
اوبراستوو-تراوینو (به لاتین: Obrastsovo-Travino) یک منطقهٔ مسکونی در روسیه است که در استان آستراخان واقع شده‌است.